# 浅田美代子
浅田 美代子（あさだ みよこ、本名同じ、1956年〈昭和31〉2月15日 - ） は、日本の女優・タレント・元アイドル歌手である。愛称は「美代ちゃん」「美代子さん」。身長157cm、血液型はB型。所属事務所は芸映プロダクション→テアトル・ド・ポッシュ、歌手活動当時の所属レコード会社はCBS・ソニー（現：ソニー・ミュージックレーベルズ、当時の所属レーベルはEpic）。
東京都港区出身。港区立南山小学校から東京女学館中学校を経て東京女学館高等学校。

## 来歴
1956年（昭和31年）2月15日、東京都港区で生まれる。家族は祖父の代から麻布で自動車修理工場を経営する父と母、弟。両親に薦められ自宅から徒歩圏の東京女学館小学校を受験するも不合格となり、中学で再受験し合格した。
東京女学館高等学校2年在学中の1972年（昭和47年）夏、街頭でスカウトされる。当初両親は芸能界入りに反対していたが、芸映側が交渉の過程でドラマ『時間ですよ』の新人オーディションへの参加を提案、それに応じたところ、約25,000名の中から選ばれる。これで芸能界入りするが、東京女学館は芸能活動を禁じているため高校を中退する。
1973年（昭和48年）2月14日、『時間ですよ』（第3シリーズ）のお手伝い役でデビュー。キャッチフレーズは「ソニー・エンジェル」。国民的な高視聴率番組だったことも加わって、たちまち人気を集める。また劇中歌でデビュー曲の「赤い風船」（現代の童謡をコンセプトに作られた楽曲と伝えられる）は、1年で50万枚近くを売り上げオリコンの年間セールス10位の大ヒット（この年の新人歌手のシングルでは最大のヒット）となり、1973年の第15回日本レコード大賞で新人賞を受賞する。その後も『寺内貫太郎一家』や『時間ですよ・昭和元年』などの人気ドラマに出演すると共に、映画出演や歌もヒットする。
当時NHKに歌手として出演するためには局のオーディションに合格する必要があったが、通常1、2回で済むところ、彼女は5回目でようやく合格した。
1975年（昭和50年）「なつかしき海の歌」(TBS)での共演の頃からシンガーソングライター吉田拓郎との交際の噂が流れた。当時の吉田は既婚者ですでに娘もいる不倫状態。浅田を可愛がっていた樹木希林が内田裕也を伴い、吉田を詰問したといわれ、1977年（昭和52年）7月、21歳で吉田拓郎と結婚。芸能界を引退し主婦業に専念する。
6年後の1983年（昭和58年）に吉田と後に3人目の妻となる森下愛子との不倫報道が取り沙汰され、気丈に否定はしたものの、翌1984年（昭和59年）8月に吉田と協議離婚が成立した。この間の1983年（昭和58年）10月に芸能活動を再開し、以降は数多くのドラマや映画に出演する。
親交がある明石家さんま司会のバラエティー番組の常連としても活躍しており、『さんまのSUPERからくりTV』で見せた強烈な天然キャラで人気となった。さんまは「天然（おバカキャラ）で有名になった里田まいなどよりも天然である元祖天然」と語り、数々のエピソードが持ちネタの1つでもある。以前から噂にはなっていた浅田の「天然」が露見する形でブレイクし、同番組は2014年に終了するまで約22年間の看板番組となり、浅田はその全期間にレギュラーとして出演、「番組の顔」として活躍した。
2019年に公開された映画『エリカ38』では、映画としては1974年の『あした輝く』以来45年ぶりとなる主演を務め、男性との大胆な絡みも披露した。同作の演技により、ロンドン・イーストアジア映画祭で審査員特別賞を受賞(日本人女優として初受賞)。

## 人物
- 趣味・特技はピアノ、テニス。自動車のメカニズムにも精通している。
- 麻丘めぐみ、南沙織の2人はデビュー時からの親友ともいえる関係で、結婚後の引退時、毎日の様に会っては一緒に買い物へ出かけたり、お茶を飲んだりしていたと語っている。
- 石野真子を妹のように可愛がっている。石野が長渕剛との離婚報道が出た1983年に別居した後、マスメディアに追いかけ回されるのを避けるため、浅田・吉田拓郎邸に2ヵ月間身を潜めた[8]。
- 樹木希林には、亡くなるまで公私共にとても可愛がられていた。吉田との結婚に猛反対していた両親を説得したのも内田裕也と樹木夫妻である[1]。2021年には、樹木との思い出をまとめた書籍『ひとりじめ』（文藝春秋）を上梓している。また、淡路恵子とも親交が深かったほか、木内みどりとも仲が良かった。
- イワイガワの井川修司は、浅田の付き人をかつて務めており、浅田には「イガピー」と呼ばれている。事務所の先輩でもある関根勤とは、浅田の付き人時代に初対面を果たしており、浅田と関根が共演していた「からくりTV」の収録中、浅井企画のマネージャー陣と交流を深めたことをきっかけに芸能界入りした。現在は「井川でしか知り得ない浅田の（失敗）エピソード」を、自ら出演する番組で度々ネタにしている。井川曰く「自分の物差しで生きている人」[9]。
- 2014年、都内の犬猫の殺処分ゼロを目指すキャンペーン「TOKYO ZERO」[10]の一員[11]。
- 2021年4月17日・18日、『〜筒美京平 オフィシャル・トリビュート・プロジェクト〜 ザ・ヒット・ソング・メーカー 筒美京平の世界 in コンサート』が東京国際フォーラムにて開催され、浅田は筒美が作曲した『赤い風船』を披露した。

### 発言
- 浅田が探偵役を演じた2時間ドラマの撮影にて、トリックを暴く長台詞シーンを朝方の撮影ながら1発OKで撮り終えた。撮影終了後、井川が運転する車内で「すごかったですね、1発OK」と井川が褒めたところ、浅田は「本当よ、大変だったわよ。ところでさあ、犯人誰なの？」と答え、井川も耳を疑った。浅田は、撮影したシーンにおけるトリックの意味が分からなかったらしく、その仕組みを井川に解説されながら帰路についた[9]。浅田の天然キャラを表すエピソードとして現在は広く知られているが、間違った内容で伝わっている[注釈 2]ため、井川は浅田に怒られたという。
- ある日の午前中に浅田を激怒させてしまった井川は、クビを覚悟で謝罪しに行った。ところが浅田は、午後には叱責した事自体を忘れてしまっていた。井川は「翌日忘れるのならまだいいが、午前のことを午後には忘れられてしまうのが辛かった」と、『コサキンDEワァオ!』で述べている。
- 埼玉県で開催されたとあるゴルフコンペで、埼玉県には海が無いにも拘わらず、ラウンド中に自ら打ったボールが池に入りそうになると、「あっ、海〜！」と言った。コンペに同席していたさんまが「美代子さん、海じゃありませんよ」と指摘しても、浅田は頑なに言い続けたという。コンペ終了後、スコア発表の際に「私、"ちょうど"108つ」と発言し、その言葉を聞いた関根とさんまは、"ちょうど"の理由を訊くと「だって、煩悩の数じゃない？」と答えた[9]。
- 実母の葬儀の際、仕事の都合で早めに会場へ訪れたさんまは、号泣する浅田の姿を見て「普段通りに茶化したら、さすがに失礼だ」と黙って香典を渡したところ、浅田に「何でもお金で解決しようとして！」と投げ返された。浅田はその場に居た実弟に「美代子！そういうもんじゃないだろう！」と怒られるが、浅田は「だって、さんまさんはお金払って解決しようとする」「"振り込み王子"って言ってたから、そう思っちゃったの」と、号泣しながら言い訳をした[9][12]。
- さんまとの会話中、「金曜日って何曜日だったっけ？」という通常ではありえない質問をした事がある。さんまは面白がって「火曜日ちゃいまっか？」と冗談で言うと、浅田は「そうだった、そうだった！」と納得してしまった。このエピソードは、さんまのコントライブ「明石家さんまプロデュース 今回もコントだけ」第12回公演のサブタイトルとして使用された[13]。
- 原宿辺りで車を運転中、知り合いらしき人物を見つけた浅田は、車内から手を振り「何やってるの？」と訊くと、その人物は「青山に行くんです」と答えた。浅田はその人物を車に乗せて青山まで連れていこうとしたが、車内での会話が噛み合わず、「あんた誰なの？知り合いじゃない！降りなさい！」と降ろしてしまった。その出来事を聞いた関根は「美代子さん、あなたが勝手に勘違いしたんだから、青山まで送ってくべきだ」と返すと「だって、何で知らないのに乗ってきたのよ！」と反論した。関根も「美代子さんに手を振られて、"乗ってきなさいよ"と言われたら、そりゃ乗りますよ」と返したが、浅田は「失礼よ！」と納得いかない様子だったという[9]。
- 2008年放送の「FNS27時間テレビ」内の企画「ヘキサゴン・スペシャル」に、さんま軍団（間寛平・ジミー大西・村上ショージ・中村玉緒・浅田）の一員として出演。最後のコーナー「早抜けリレークイズ」において、寛平が回答者の際、後方で座っていた浅田は突然「（答えが）分かった！」と急に立ち上がり、寛平が座る回答席まで出てきて答えようとした。当然、さんまと島田紳助からはツッコミを受ける事となり、特に紳助からは「あんた、これスタジオやったから良かったけど、道路やったら轢かれてんで！」とツッコまれた。

## ディスコグラフィ
- シングルは1973年から1975年までの間に10枚、1990年代に2枚発売され、オリコンチャートでは内3枚がベスト10入りし、「赤い風船」で週間売上1位を獲得している。ちなみにデビュー時のキャッチフレーズは“ソニー・エンジェル”だった。
- アルバムは1973年から1977年までの間にオリジナル盤が2枚、企画盤が4枚、ライブ盤が2枚、ベスト盤が5枚、1980年代以降ベスト盤が4枚発売された。オリコンチャートではうち1枚がベスト10入りしている（最高位は『赤い風船』の週間売上6位）。

### シングル
| #                  | 発売日             | A/B面              | タイトル                 | 作詞               | 作曲               | 編曲               | 規格品番           |
| Epic / CBS・ソニー | Epic / CBS・ソニー | Epic / CBS・ソニー | Epic / CBS・ソニー       | Epic / CBS・ソニー | Epic / CBS・ソニー | Epic / CBS・ソニー | Epic / CBS・ソニー |
| ------------------ | ------------------ | ------------------ | ------------------------ | ------------------ | ------------------ | ------------------ | ------------------ |
| 1                  | 1973年 4月21日     | A面                | 赤い風船                 | 安井かずみ         | 筒美京平           | 筒美京平           | ECLB-1             |
| 1                  | 1973年 4月21日     | B面                | いつかどこかで           | 安井かずみ         | 山下毅雄           | ボブ佐久間         | ECLB-1             |
| 2                  | 1973年 7月21日     | A面                | ひとりっ子甘えっ子       | 小谷夏             | 筒美京平           | 筒美京平           | ECLB-2             |
| 2                  | 1973年 7月21日     | B面                | 風とふたりで             | 小谷夏             | 筒美京平           | 高田弘             | ECLB-2             |
| 3                  | 1973年 10月1日     | A面                | わたしの宵待草           | 小谷夏             | 都倉俊一           | 高田弘             | ECLB-3             |
| 3                  | 1973年 10月1日     | B面                | 恋のシンデレラ           | 小谷夏             | 都倉俊一           | 高田弘             | ECLB-3             |
| 4                  | 1973年 12月5日     | A面                | 恋は真珠いろ             | 安井かずみ         | 都倉俊一           | 高田弘             | ECLB-4             |
| 4                  | 1973年 12月5日     | B面                | 足ながおじさん           | 安井かずみ         | 都倉俊一           | 高田弘             | ECLB-4             |
| 5                  | 1974年 3月1日      | A面                | しあわせの一番星         | 安井かずみ         | 筒美京平           | 筒美京平           | ECLB-6             |
| 5                  | 1974年 3月1日      | B面                | 恋のまえぶれ             | 安井かずみ         | 筒美京平           | 高田弘             | ECLB-6             |
| 6                  | 1974年 6月1日      | A面                | 虹の架け橋               | 安井かずみ         | 都倉俊一           | 高田弘             | ECLB-9             |
| 6                  | 1974年 6月1日      | B面                | きょうは留守番           | 安井かずみ         | 大野克夫           | 高田弘             | ECLB-9             |
| 7                  | 1974年 8月21日     | A面                | じゃあまたね             | 安井かずみ         | 吉田拓郎           | 田辺信一           | ECLB-13            |
| 7                  | 1974年 8月21日     | B面                | パリの絵ハガキ           | なかにし礼         | 吉田拓郎           | 田辺信一           | ECLB-13            |
| 8                  | 1974年 12月21日    | A面                | 想い出のカフェテラス     | 林春生             | 三木たかし         | 田辺信一           | ECLB-15            |
| 8                  | 1974年 12月21日    | B面                | ひとりぼっちの誕生日     | 林春生             | 三木たかし         | 田辺信一           | ECLB-15            |
| 9                  | 1975年 3月1日      | A面                | 少女恋唄                 | 松本隆             | 三木たかし         | 三木たかし         | ECLB-18            |
| 9                  | 1975年 3月1日      | B面                | 紅い花                   | 松本隆             | 三木たかし         | 三木たかし         | ECLB-18            |
| 10                 | 1975年 10月21日    | A面                | この胸に この髪に        | 橋本淳             | 中村泰士           | 森岡賢一郎         | ECLB-28            |
| 10                 | 1975年 10月21日    | B面                | ヒロシの想い出           | 橋本淳             | 中村泰士           | 森岡賢一郎         | ECLB-28            |
| ビクター音楽産業   |                    |                    |                          |                    |                    |                    |                    |
| 11                 | 1992年 12月2日     | 01                 | デュエット替え唄メドレー | 嘉門達夫           | 嘉門達夫           | 新田一郎           | VIDL-1025          |
| ポニーキャニオン   |                    |                    |                          |                    |                    |                    |                    |
| 12                 | 1994年 12月16日    | 01                 | いっしょにねっ           | 日比野信午         | 日比野信午         | 長谷川智樹         | PCDA-00662         |

### アルバム
（二重日付はアナログレコード / CDの各発売日）
- 赤い風船（1973年5月21日 / 1991年6月15日） - 企画盤
- 美代子のおくりもの（1973年9月1日） - 企画盤
- GIFT PACK SERIES MIYOKO ASADA（1973年11月1日） - ベスト
- オリジナルファーストアルバム（1973年12月21日） - 12曲中2曲作詞 企画盤
- しあわせの一番星 / 恋は真珠いろ（1974年5月1日） - 企画盤
- 美代子の新しい世界（1974年9月1日） - 10曲中4曲作詞 企画盤
- 浅田美代子ヒット全曲集（1974年11月1日） - SQ4ch.ベスト
- 浅田美代子第一回リサイタル / ライブ（1974年12月10日） - ライブ
- 浅田美代子デラックス（1975年6月1日） - 2枚組ベスト
- この胸にこの髪に（1975年12月5日） - 企画盤
- 美代子のページ（1976年2月25日） - ライブ
- 美代子からあなたへ（1976年） - ベスト
- 浅田美代子のすべて（1976年6月1日） - 2枚組ベスト
- THE BEST 浅田美代子（1977年11月1日） - ベスト
- 以下、CDのみ（全てベスト盤） 
  - 浅田美代子 ベスト・コレクション（1986年5月21日）
  - GOLDEN J-POP / THE BEST 浅田美代子（1998年11月21日）
  - DREAM PRICE 1000 浅田美代子 赤い風船（2001年10月11日） - ミニアルバム、1枚目のアルバムとは別内容
  - GOLDEN☆BEST 浅田美代子（2003年7月16日）全シングル集（嘉門達夫とのデュエット曲を除く『いっしょにねっ』のB面はカラオケの為全部で21曲収録）

### タイアップ曲
| 年     | 楽曲             | タイアップ                                                             |
| ------ | ---------------- | ---------------------------------------------------------------------- |
| 1973年 | 赤い風船         | TBS系ドラマ「時間ですよ」挿入歌                                        |
| 1974年 | しあわせの一番星 | TBS系ドラマ「寺内貫太郎一家」挿入歌 松竹映画「しあわせの一番星」主題歌 |
| 1974年 | 虹の架け橋       | TBS系ドラマ「寺内貫太郎一家」挿入歌                                    |
| 1975年 | 少女恋唄         | TBS系ドラマ「時間ですよ・昭和元年」挿入歌                              |
| 1994年 | いっしょにねっ   | TBS系「さんまのSUPERからくりTV」EDテーマ                               |

## 出演

### テレビドラマ

#### NHK
- 銀河テレビ小説 続・たけしくん、ハイ!（1986年、総合）
- 土曜ドラマ 系列（1993年、総合）
- ドラマ新銀河 拝啓自治会長殿 （1995年、総合）
- 連続テレビ小説（総合）
  - さくら（2002年） - 沼田筆子 役
  - 花子とアン（2014年） - 茂木のり子 役
  - あんぱん 第1週 - 第18週（2025年3月31日 - 8月1日） - 朝田くら 役[15]
- 大河ドラマ（総合）
  - 新選組!（2004年） - 佐藤のぶ（土方歳三の姉） 役
  - 風林火山（2007年） - 萩乃（三条夫人の女中頭） 役
- 土曜時代劇 オトコマエ! （2008年、総合） - 武田のぶ（信三郎の母） 役
- よる★ドラ 書店員ミチルの身の上話（2013年、総合） - 沢田早苗 役
- NHK千葉放送局開局70周年記念ドラマ「菜の花ラインに乗りかえて」（2013年、BSP） - 本多頼子 役
- PTAグランパ!（2017年、BSP） - 武曾幸子 役
  - PTAグランパ2!（2018年、BSP）
- ユーミンストーリーズ 第2話「冬の終り」（2024年、総合） - 定岡正子 役[16]

#### 日本テレビ
- 大都会 闘いの日々 第6話「ちんぴら」（1976年） - ゲスト出演
- 八丁目のダメ親父!カンナ・トンカチ・キリキリ舞い（1976年）
- ちょっと危ない園長さん（1993年）
- 火曜サスペンス劇場→ドラマコンプレックス→火曜ドラマゴールド
  - フルムーン旅情ミステリー7（1993年）
  - 切り裂かれた夫婦（2000年） - 主演 中学教師・吉井朋子 役
  - 警視庁鑑識班15（2002年） - 内田芙美子 役
  - たくさんの愛をありがとう（2006年） - 特別出演 吉村静子 役
  - 塀の中の懲りない女たち2（2006年） - 小野寺香苗（服役囚） 役
- 恋も2度目なら（1996年） - 三上紀子 役
- バカヤロー!2000 ニッポン人の怒りが爆発する!!「パの字でつまずくなんて」（2000年3月29日）
- 地味にスゴイ! 校閲ガール・河野悦子（2016年） - 折原亮子 役
- アンサンブル（2025年）- 真戸原ケイ 役

#### TBS
- 時間ですよ 第3シリーズ（1973年）
- 隠密剣士突っ走れ! 第3話「魔神を斬る信太郎」（1974年） - 名張しのぶ 役
- 寺内貫太郎一家（1974年）
- 時間ですよ・昭和元年（1974年 - 1975年）
- 水戸黄門
  - 第6部 第24話「うなぎ屋の助太刀 -浜松-」（1975年） - 雪江 役
  - 第16部 第37話「初春献上二人彫 -日光-」（1987年） - おまち 役
- 寺内貫太郎一家2（1975年）
- あこがれ共同隊（1975年）
- なつかしき海の歌（1975年9月21日） - 佐伯久恵 役
- 花吹雪はしご一家（1975年）
- 事件ファイル110 甘ったれるな 第1話「狙われた女子高生」（1976年） - 桜井洋子 役
- われは海の子（1976年） - 植木愛子 役
- もういちど結婚（1983年）
- くれない族の反乱（1984年）
- 花田春吉なんでもやります（1985年） - 二条冬子 役
- お坊っチャマにはわかるまい!（1986年） - 古沼伸子 役
- おんなは一生懸命（1987年 - 1988年）
- 月曜ドラマスペシャル→月曜ミステリー劇場→月曜ゴールデン（TBS）
  - 名探偵・金田一耕助シリーズ（13） 八つ墓村（1991年） - 春代 役
  - 演歌・唱太郎の人情事件日誌（1996年 - 1997年） - 神崎あかね 役
  - 居酒屋刑事（1998年） - 春美 役
  - 女借金取りがゆく（1998年、2000年） - 主演 取り立て屋・葵 役
  - 真夏の恐怖劇場（1） フェチシズム（1999年） - 主演
  - 水上署の源さん 東京運河 - 信州斑尾高原連続殺人事件（1999年） - 上池伶子 役
  - 陰の季節 1 - 7（2000年 - 2004年） - 吉村梢 役
- 眠れない夜をかぞえて（1992年） - 内田靖子 役
- 女の言い分（1994年）
- 冠婚葬祭部長（1996年） - 小山田知子 役
- 松本清張特別企画・影の車（2001年） - 浜島啓子 役
- 嫁はミツボシ。（2001年） - 野村和子 役
- 女系家族（2005年） - 矢島芳子 役
- 地獄の沙汰もヨメ次第（2007年） - 森福小百合 役
- ブラックボード〜時代と戦った教師たち〜 第2夜（2012年） - 榊玲子 役
- 悪女について（2012年） - 里野夫人 役
- 家族狩り（2014年） - 氷崎民子 役
- アゲイン!!（2014年） - 今村由美 役
- 最愛 最終話（2021年12月17日、TBS） - 真希 役

#### フジテレビ
- 家と女房と男の名誉（1988年） - 佐川夏江 役
- 裸の大将放浪記 第48話「二人の清と婆ちゃんと」（関西テレビ、1991年） - 山吹美沙 役
- 101回目のプロポーズ（1991年） - 石毛桃子 役
- 世にも奇妙な物語
  - 冬の特別編 犬の穴（1991年）
  - スローモーション（1992年）
- 妻たちの劇場 明るい家庭の作り方（1992年） - 主演
- 金曜エンタティメント→金曜プレステージ
  - 松本清張作家活動40年記念・球形の荒野（1992年） - 芦村節子 役
  - 課長島耕作 1、3、4（1993年、1994年、1998年） - 島耕作の元妻 中川加奈子 役
  - 腕まくり看護婦物語3 熱血編（1994年） - 坂口喜美子 役
  - 女浮気調査員・暮林陽子（1998年） - 主演
  - 女子刑務所東三号棟5（2003年）
  - 更生人 土門恭介の再犯ファイル〜罪を犯した女たち〜（2014年） - 柏木乃理子 役
- サスペンス・明日の13章「春の乱!新入社員母の会の挑戦」（1993年、関西テレビ） - 坂口京子 役
- 17才-at seventeen-（1994年） - 月影藍子 役
- WITH LOVE（1998年） - 古川英子 役
- 嫁姑ドクターの事件カルテ
- 東京ラブ・シネマ（2003年） - 特別出演 堺照子 役
- 嫁姑ドクターの事件カルテ（2004年）
- 東京タワー 〜オカンとボクと、時々、オトン〜（2007年） - 藤本香苗 役
- 誰(タレ)よりも君を愛す!（2011年） - 宇那木春江 役
- 息もできない夏（2012年） - 谷崎香緒里 役
- 海の上の診療所（2013年） - 上村芳江 役
- 僕のいた時間（2014年） - 本郷翔子 役
- 残念な夫。（2015年） - 榛野明美 役
- 無痛〜診える眼〜（2015年10月 - 12月）、フジテレビ） - 井上和枝 役
- アロハ・ソムリエ（2019年12月27日 - 12月30日、フジテレビ） - 吉沢清美 役[17]

#### テレビ朝日
- 火曜スーパーワイド マイ・アンフェア・レディ!? 百億円の女相続人（1989年）
- ゴリラ・警視庁捜査第8班 最終話（1990年） - ゲスト出演
- 湘南女子寮物語（1993年） - 三浦涼子 役
- 土曜ワイド劇場
  - 森村誠一サスペンス 不信（1994年）
  - 特効薬漂流す（1996年）
  - “繭の密室”連続殺人事件（1998年） - 貴島典子 役
- イタズラなKiss（1996年） - 入江真知子 役
- 七人のサムライ J家の反乱 第5話（1999年） - ゲスト出演
- ベストフレンド（1999年） - 瀬戸静 役
- ボーイズ・オン・ザ・ラン（2012年） - 田西正子 役
- 家政夫のミタゾノ（2016年） - 金森八重子 役
- 白い巨塔（2019年） - 鵜飼典江 役
- ザ・トラベルナース（2022年・2024年） - 西千晶 役[18]

#### テレビ東京
- ぼくが医者をやめた理由（1990年）
- 女と愛とミステリー→水曜ミステリー9
  - 誘拐者の声音（2003年） - 結城淳子 役
  - 松本清張特別企画 渡された場面（2005年） - 小寺智子 役
  - ドクターハート 薮田公介の事件カルテ（2014年） - 鳴海涼子 役
- 釣りバカ日誌 新米社員 浜崎伝助　瀬戸内海で大漁!結婚式大パニック編（2019年） - 小林小枝子（みち子の母） 役
- 病院の治しかた〜ドクター有原の挑戦〜（2020年） - 兵頭悦子 役
- 私の夫は冷凍庫に眠っている（2021年） - 如月木芽 役[19]
- 赤いナースコール（2022年） - 西垣小百合 役[20]

#### テレビ大阪
- 古賀政男物語（1992年） - 開局10周年記念

### Webドラマ
- フジコ（2015年11月13日、全6話、Hulu） - 小坂初代 役[21]
- アロハ・ソムリエ スピンオフストーリー「お母さんとふたり飯」（2019年12月30日配信開始、FODプレミアム） - 吉沢清美 役

### 映画
- ときめき（1973年） - 浅田美代子 役
- あした輝く（1974年） - 主演・夏樹今日子 役
- しあわせの一番星（1974年） - 主演・久慈美世子 役
- 陽のあたる坂道（1975年） - 田代くみ子 役
- フリーター（1987年） - 野上ジュンコ 役
- 息子（1991年） - とし子 役
- 激走トラッカー伝説（1991年） - 村田加代 役
- 釣りバカ日誌7 - 20（1994年 - 2009年） - 浜崎みち子 役
- 大夜逃 夜逃げ屋本舗3（1995年） - 望月さくら 役
- 走れ!イチロー（2001年） - 王美麗 役
- 銀のエンゼル（2004年） - 北島佐和子 役
- 愛の流刑地（2006年） - 魚住祥子 役
- 赤い鯨と白い蛇（2006年） - 河原光子 役
- LOVE MY LIFE（2006年） - 冴子教授 役
- オトシモノ（2006年）-  木村靖子役
- 佐賀のがばいばあちゃん（2006年） - 真佐子 役
- 赤い文化住宅の初子（2007年） - 栄子 役
- Mayu -ココロの星-（2007年） - まゆの母 役
- 歓喜の歌（2008年）
- 受験のシンデレラ（2008年）
- 僕らのワンダフルデイズ（2009年）
- きな子〜見習い警察犬の物語〜（2010年） - 望月園子 役
- ばかもの（2010年） - ヒデの母 役
- シェアハウス（2011年） - 麗子 役
- ツナグ（2012年） - 御園奈々美 役
- カラアゲ☆USA（2014年） - 辛島清子 役
- 0.5ミリ（2014年） - 真壁久子 役
- さいはてにて-やさしい香りと待ちながら-（2015年） - 山崎由希子 役
- あん（2015年） - どら春のオーナー 役
- リンキング・ラブ（2017年） - 真塩由紀 役
- エリカ38（2019年） - 主演・渡部聡子／エリカ 役
- いのちスケッチ（2019年） - 田中寛子 役
- 朝が来る（2020年10月23日） - 浅見静恵 役[22]
- 日本独立（2020年12月18日） - 吉田ツナ 役[23]
- 犬も食わねどチャーリーは笑う（2022年9月23日） - 田村千鶴 役[24]
- 銀平町シネマブルース（2023年2月10日） - 黒田新子 役[25]
- 愛のこむらがえり（2023年6月23日） - 佐藤香織の母 役[26]
- キリエのうた（2023年10月13日） - 広澤明美 役[27]
- ミライヘキミト (2024年8月16日 Web映画)   -渡利海 役

### 舞台
- 芸者と第九交響曲　明治座
- 春日局　帝国劇場
- 喜劇・離婚　芸術座
- 寺内貫太郎一家　新橋演舞場
- シアタークリエ9月公演『ミッドナイト・イン・バリ〜史上最悪の結婚前夜〜』（2017年）

### バラエティ
- ひーふー美代ちゃん（1973年、東京12チャンネル）
- 青春ライバルマンション（1974年、NET（現・テレビ朝日）系列局）
- 11PM（日本テレビ）
- さんまのからくりTV（TBS）
- さんまのSUPERからくりTV（TBS）
- さんまnoひろバァー（1995年、フジテレビ）
- さんま・玉緒・美代子のいきあたりばったり珍道中（1998年-2004年、フジテレビ、年1回）
- セレブライフ（2001年、BSフジ）
- メレンゲの気持ち（2000年4月15日 - 2005年1月8日、日本テレビ）
- 直撃!シンソウ坂上　樹木希林さん逝去後1か月…独占初公開映像で迫る大女優素顔（2018年10月25日、フジテレビ） - ナレーション

### ドキュメンタリー
- 旅の力「犬の幸せってなんだろう・・・ドイツ・ベルリン」（2012年1月24日、NHK BS）

### Webラジオ
- 「美代子さんの文章、いのちの教室」（2019年6月6日、木内みどりの小さなラジオ）[28]

### CM
- 興和「ウナコーワ、モココーワ」（1973年 - ）
- 花王
  - 「花王フェザー クリームリンス&オイルリンス」（1973年 - ）※ 石川ひろみ（Romy）と共演。BGMないしCMソングは浅田の「恋のシンデレラ」。
  - 「ハミング 1/3」（1993年）
- 日清食品「MUGヌードル」（1993年）[29]
- ヤマハ・PAS（1997年）
- パワードコム「東京電話」（2000年 - ）
- 永昌源「茘枝酒」「杏露酒」（2000年 - ）
- トヨタ自動車「カローラアクシオ」（2006年 - 2007年）※ 明石家さんまと共演
- 三洋物産「パチンコ釣りバカ日誌」（2010年 - ）
- サントリー食品インターナショナル「伊右衛門ご飯がおいしいお茶」（2012年 - ）
- サントリーウエルネス「ミルコラ」「DHA&EPA+セサミンEX」（2012年 - ）

## 書籍
- ひとりじめ（2021年9月15日、文藝春秋）